# António Guterres
António Manuel de Oliveira Guterres, portugalski diplomat in politik, * 30. april 1949, Lizbona.
Guterres je bil med letoma 1995 in 2002 114. predsednik vlade Portugalske, med letoma 2005 in 2015 pa visoki komisar Organizacije združenih narodov za begunce. Po zmagi na prvem javnem izboru kandidatov je 1. januarja 2017 postal generalni sekretar OZN, na položaju je nasledil Ban Ki-moona.